# 王敏剛
王敏剛，BBS，JP（1949年1月9日—2019年3月11日），祖籍廣東東莞石排鎮橫山上寶潭村，香港企業家，船王王華生之大兒子。

## 生平
他早年於小學三年級之後轉讀喇沙小學。他就讀喇沙小學時，與香港企業家李宗德為同學。1961年小學畢業後升讀喇沙書院。讀至1968年預科時到美國升學，1972年於加州大學柏克萊分校完成機械工程／船舶設計學士學位。後來擔任第八屆、第九屆、第十屆、第十一屆、第十二屆、第十三屆香港特別行政区全國人民代表大會代表，剛毅集團主席、文化產業開發有限公司董事長、絲路酒店董事長、絲路旅遊管理董事長及西北拓展董事長。1997年至1999年時任臨時市政局委任議員。
王敏刚主张港府应为香港特別行政區基本法第二十三條立法，王敏刚亦被内地传媒形容为自内地改革开放后，首批到内地投资的港商，曾响应中華人民共和國政府号召，参与「开发大西北」。

### 遭申請破產
2016年1月14日，王敏剛遭一間海外註冊公司入稟香港高等法院申請其破產。

### 突然去世
2019年3月2日，王敏刚随全国人民代表大会香港特别行政区代表团离港赴北京，出席第十三届二次全国人民代表大会，当晚因身体不适到北京医院求医，4日在家人陪同下回港就医，返港后王敏刚曾接受传媒访问，解释因肝胆问题不适。至11日18時在玛丽医院去世。在3月12日举行的十三届全国人大二次会议第三次全体会议上，主持会议的大会主席团常务主席、执行主席艾力更·依明巴海在会议开始前以大会的名义对王敏刚的逝世表示哀悼。香港行政长官林郑月娥发表声明，对王敏刚辞世深切哀悼，代表香港政府向他的家人致以深切慰问。

## 榮譽
- 2003年 銅紫荊星章[10]

## 香港上市公司董事
- 香港小輪
- 香港中旅
- 旭日企業
- 新鴻基
- 建業實業
- 信和酒店
- 遠東發展
- 新時代集團控股
- 美高梅中國控股有限公司

## 相關
- 香港特別行政區全國人民代表大會代表
- 香港中華總商會
- 香港特別行政區第一屆政府推選委員會
- 香港特別行政區籌備委員會
- 香港青年工業家獎
- 香港2003年度授勳及嘉獎名單

## 資料來源
1. 1 2 3  盧子健、何安達. . 天地圖書. 1994: 30.
2. ↑  . 王敏剛.   [2019-03-12]. （原始内容存档于2018-08-25）.
3. ↑  . 王敏剛微博. 2015-06-26  [2019-03-12]. （原始内容存档于2020-03-28）.
4. 1 2  .   [2019-03-11]. （原始内容存档于2020-03-28）.
5. ↑  . 蘋果日報. 2016年1月16日  [2016年1月17日]. （原始内容存档于2016年1月17日）.（繁體中文）
6. ↑  .   [2020-09-14]. （原始内容存档于2020-03-28）.
7. ↑  .   [2022-01-15]. （原始内容存档于2020-11-30）.
8. ↑  .   [2019-03-13]. （原始内容存档于2020-03-28）.
9. ↑  .   [2019-03-13]. （原始内容存档于2019-03-13）.
10. ↑  . 文匯報. 2003-07-01  [2020-10-18]. （原始内容存档于2020-11-05）.